# Arzama brehmei
Arzama brehmei är en fjärilsart som beskrevs av Barnes och Mcdunnough 1916. Arzama brehmei ingår i släktet Arzama och familjen nattflyn. Inga underarter finns listade i Catalogue of Life.